# Classe Liuzzi
La classe Liuzzi era una classe di sommergibili oceanici della Regia Marina, composta da quattro esemplari entrati in servizio a partire dal 1938 e che combatterono durante la seconda guerra mondiale.

## Caratteristiche
Il progetto dei Liuzzi derivava da quello dei precedenti battelli oceanici classe Brin, ma con dimensioni e autonomia aumentate e una diversa sistemazione dell'armamento di artiglieria; l'aspetto ricordava molto quello dei contemporanei sommergibili classe Marconi, e pur replicando alcuni dei difetti dei Brin, primo tra tutti la mediocre tenuta del mare grosso, si dimostrarono tra i migliori battelli subacquei della Regia Marina costruiti nel periodo interbellico.
I Liuzzi erano battelli oceanici (o "da grande crociera") a doppio scafo parziale, lunghi fuori tutto 76,1 metri, larghi 6,98 metri e con un pescaggio di 4,55 metri. Il dislocamento in emersione ammontava a 1.166 tonnellate, che saliva a 1.484 tonnellate in immersione; la profondità massima di collaudo raggiungibile era di 100 metri. L'equipaggio ammontava a 7 ufficiali e 51 sottufficiali e marinai.
Il sistema propulsivo era di tipo convenzionale, con due motori diesel per la navigazione in superficie, capaci di una potenza di 3.420 hp complessivi, e due motori elettrici da 1.250 hp complessivi per la navigazione in immersione. La velocità massima in emersione toccò i 17,8 nodi alle prove, mentre quella in immersione raggiungeva gli 8 nodi; l'autonomia toccava le 13.204 miglia in emersione alla velocità di 8 nodi (che scendevano a 3.401 miglia alla massima velocità di crociera di 17 nodi), mentre quella in immersione si aggirava sulle 111 miglia a 4 nodi di velocità.
L'armamento di artiglieria si basava su un cannone da 100/47 Mod. 1938 (su alcuni battelli fu inizialmente montato il più vecchio 102/35 Mod. 1914, poi sostituito quando il pezzo più moderno divenne disponibile in quantità adeguate), collocato sul ponte a prua della falsatorre (e non a poppa all'interno della struttura della falsatorre stessa come sui precedenti Brin); vi erano poi due impianti binati di mitragliere Breda Mod. 31 da 13,2 mm in funzione antiaerea. L'armamento silurante si basava su otto tubi lanciasiluri da 533 mm, quattro fissi a prua e quattro fissi a poppa.

## Unità

### Console Generale Liuzzi
Varata nel 1938, l'unità venne destinata ad operare nel Mediterraneo orientale il 16 giugno 1940. Dopo 9 giorni di missione, il 25 giugno ne venne ordinato il rientro e l'unità venne intercettata da una squadriglia di cacciatorpediniere britannici, composta da HMS Dainty, HMS Ilex, HMS Decoy, HMS Defender, HMS Voyager. Per sfuggire alle cariche di profondità, il capitano fece immergere il battello fino a 180 m di profondità, nonostante fosse collaudato "solo" fino a 100 m. A causa dei danni subiti dalle cariche di profondità venne costretto ad emergere e dato il mare grosso il battello non poté usare il cannone contro le unità britanniche. Una volta riemerso, il comandante Bezzi fece uscire i marinai che vennero catturati dagli inglesi. Assicuratosi che tutti fossero in salvo, chiuse i portelli e affondò il battello alle ore 20 del 27 giugno nelle acque di Creta. Perirono 10 membri dell'equipaggio e il capitano di corvetta Lorenzo Bezzi cui verrà conferita la medaglia d'oro al valor militare alla memoria.

### Alpino Bagnolini
Allo scoppio della guerra operò in mediterraneo, sotto il comando del CC L. F. Tosoni Pittoni, affondò l'incrociatore della marina britannica HMS Calypso (D61) (4.180 t), il 12 giugno 1940.  Successivamente, il 18 settembre 1940, affondò il mercantile inglese Cabo Tortosa.
Trasferito  a Bordeaux lo stesso settembre iniziò ad operare in atlantico e, sotto il comando del CC M. Tei, affondò il mercantile inglese Amicus (3.660t) il 19 dicembre 1940. Nella primavera del 1943 fu trasformato in sommergibile da trasporto. All'armistizio fu catturato dai tedeschi presso Bordeaux e denominato U IT 22.

### Capitano Tarantini
Nel teatro del mediterraneo, sotto il comando del CC A. Iaschi, affondò il mercantile panamense Beme (3.040t) l'11 luglio 1940. Trasferito nell'agosto 1940 a Bordeaux, fu affondato dal sommergibile della marina britannica Thunderbolt il 15 dicembre 1940, lasciando 5 superstiti.

### Reginaldo Giuliani
Dopo un'attività nel Mediterraneo priva di risultati, fu trasferito in Atlantico presso la base di Bordeaux, sotto il comando del CC R. d'Elia. Dal giugno 1941 al maggio 1942 fu inviato presso la base di Gotenhaven alla sezione tattica sommergibili Marigammason per l'addestramento degli equipaggi sommergibilisti italiani alle procedure della marina tedesca.
Nel 1942 tornò alle missioni di guerra in Atlantico sotto il comando del CF G. Bruno. Il 10 agosto 1942 affondò il mercantile inglese Medon (5.445t), il 13 agosto 1942 sia il California (5.441t) statunitense che il Sylvia de Larrinaga (5.218t) inglese.
All'inizio del 1943 fu trasformato in trasporto materiali. Partì il 23 maggio 1943 da Bordeaux, sotto il comando del CC M. Tei, verso Singapore con 130t di materiali. Arrivò a Singapore il primo agosto 1943. All'armistizio fu preso dai giapponesi e consegnato alla marina tedesca che lo utilizzò sotto la denominazione U IT 23.